# Miastenia gravis
La miastenia gravis (spesso abbreviata in MG, dal greco myastheneia, “debolezza muscolare”, μύς - muscolo, ά - privativo, σθένος - forza, e dal latino gravis, "grave”) è una malattia neuromuscolare caratterizzata da debolezza muscolare (ipostenia o miastenia) fluttuante e affaticabilità.

## Caratteristiche
È una delle malattie autoimmuni meglio conosciute e gli antigeni e i meccanismi della malattia sono stati identificati con precisione. La debolezza muscolare è causata da anticorpi circolanti che bloccano i recettori colinergici postsinaptici o la proteina tirosin-chinasi muscolo specifica (MuSK dall'acronimo inglese muscle-specific tyrosine kinase) della giunzione neuromuscolare, inibendo l'effetto stimolante del neurotrasmettitore acetilcolina.
L'incidenza della miastenia grave è tra i 25 e i 142 casi per milione di abitanti. Si stima che in Italia ci siano dai 15 000 ai 20 000 pazienti.  

## Epidemiologia
La miastenia gravis è presente in tutti i gruppi etnici e nei due sessi. Si stima che la prevalenza sia compresa tra i 25 e i 142 casi per milione di abitanti. Più frequentemente colpisce giovani donne adulte (sotto i 40) e persone anziane (sopra i 60 anni) di entrambi i sessi, ma può capitare a qualsiasi età. Nella miastenia neonatale il feto acquisisce anticorpi da una madre affetta da miastenia gravis attraverso la placenta. Generalmente, i casi di miastenia neonatale sono temporanei e i sintomi normalmente scompaiono entro poche settimane dopo la nascita. Altri bambini sviluppano la miastenia in maniera indistinguibile da quella degli adulti (miastenia congenita). Esistono poi delle sindromi miasteniche iatrogene, legate cioè all'utilizzo di farmaci che peggiorano il passaggio dello stimolo nervoso attraverso la giunzione neuromuscolare. La miastenia non è direttamente ereditaria né contagiosa.

## Segni e sintomi

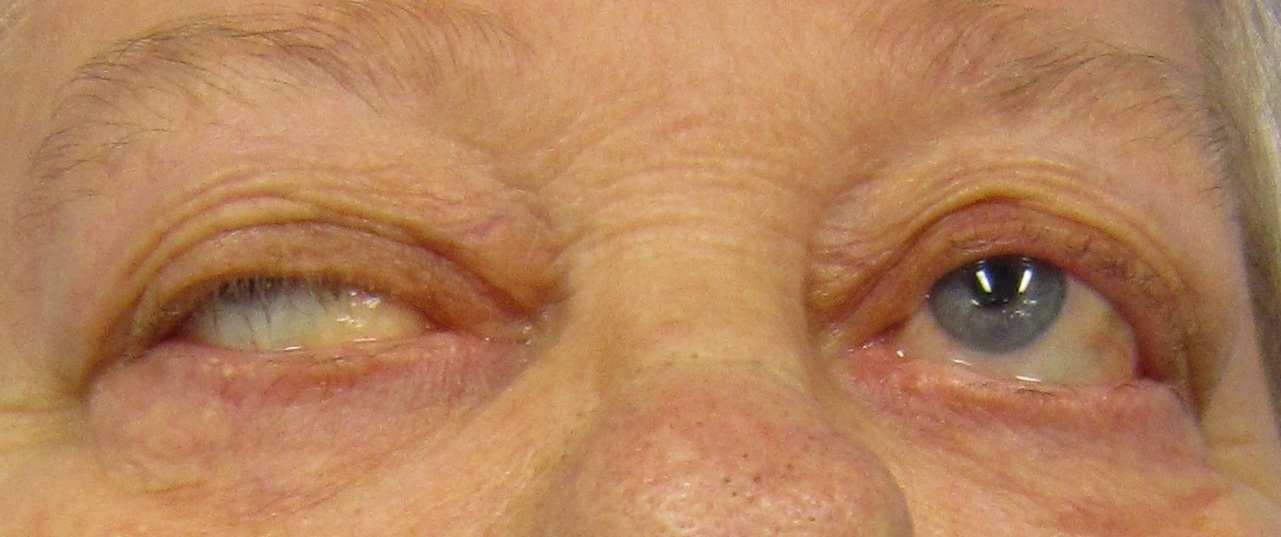
Strabismo e ptosi in una persona affetta da miastenia gravis.

La caratteristica fondamentale della miastenia gravis è una debolezza muscolare che aumenta in maniera eccessiva durante i periodi di attività fisica e migliora dopo un periodo di riposo.
Nonostante la miastenia possa interessare ogni muscolo volontario, alcuni muscoli, come quelli che controllano l'occhio e i movimenti delle palpebre, l'espressione facciale, la masticazione, il parlare e la deglutizione sono spesso, anche se non sempre, coinvolti nella malattia. Anche i muscoli che controllano il collo e i movimenti degli arti possono essere interessati. In circa due terzi delle persone, i sintomi iniziali sono correlati ai muscoli intorno all'occhio.
L'inizio della malattia può essere rapido e improvviso. I segni spesso non vengono riconosciuti immediatamente come quelli della miastenia; alcuni pazienti ricevono una diagnosi corretta soltanto dopo più di un anno dall'esordio della malattia.
In molti casi, il primo sintomo evidenziabile è la debolezza dei muscoli oculomotori, il paziente si lamenta quindi di vederci doppio (diplopia) o ha un abbassamento di una o di entrambe le palpebre (ptosi palpebrale). In altri casi i primi segni possono essere la difficoltà nella deglutizione e la voce nasale che può diventare quasi incomprensibile.
A questo riguardo è interessante ricordare che la prima descrizione conosciuta in letteratura della malattia risale al medico e anatomista inglese Thomas Willis che, nel De Anima Brutorum (1672), descrisse un caso di una donna che riusciva a parlare senza difficoltà ma, dopo un poco che parlava, perdeva temporaneamente la parola diventando “muta come un pesce”.

I sintomi, che variano in tipo e severità, possono includere una ptosi palpebrale (caduta, abbassamento di una o di tutte e due le palpebre), diplopia (vederci doppio), dovuta alla debolezza dei muscoli che controllano i movimenti oculari, instabilità nella stazione eretta, debolezza (specie dopo sforzo minimo) nelle braccia, nelle mani, nelle dita, nelle gambe e nel collo, cambio dell'espressione facciale, disfagia (difficoltà nella deglutizione), fiato corto, e voce alterata, spesso nasale (rinolalia), dovuta alla debolezza dei muscoli faringei e della lingua. Possono comparire, per effetto secondario della debolezza muscolare, fascicolazioni, mioclono, crampi, tremore. La difficoltà nella deglutizione può provocare l’aspirazione di cibo, bevande o saliva nelle vie aeree che può esitare in una polmonite ab ingestis (polmonite da aspirazione).
A volte, venendo interessata la muscolatura esofagea, si rischia un megaesofago acquisito, il cui segno clinico principale è il rigurgito.

### Crisi
La crisi miastenica è definita come l'esacerbazione della debolezza muscolare in grado di mettere a rischio la vita del paziente. Generalmente si verifica a causa di insufficienza respiratoria causata dalla debolezza dei muscoli intercostali e del diaframma e di solito si verifica solo in pazienti scarsamente controllati.
Il trattamento della crisi miastenica deve essere effettuato in un'unità di terapia intensiva, da un team con esperienza nel trattamento di questo tipo di crisi, insufficienza respiratoria e complicanze infettive e terapia idroelettrolitica.
Va esclusa la possibilità che la crisi sia causata da un trattamento eccessivo del farmaco anticolinergico (crisi colinergica), sospendendo temporaneamente il trattamento. Tuttavia, la causa più frequente della crisi è l'infezione ricorrente, che altera l'immunità del paziente. Il paziente miastenico con febbre e infezione dovrebbe essere trattato come qualsiasi paziente immunocompromesso. Le basi del trattamento consistono nella terapia antibiotica rapida ed efficace, nella ventilazione assistita e nella fisioterapia respiratoria. La plasmaferesi e le IVIg sono spesso utili per accelerare il recupero del paziente.

## Diagnosi
La diagnosi della miastenia può essere complessa da formulare, perché i sintomi possono essere subdoli e difficili da distinguere da situazioni normali e da altri disordini neurologici. Un esame completo del paziente può rivelare affaticabilità, scomparsa o inibizione del riflesso patellare, con la debolezza che migliora dopo il riposo e peggiora con la ripetizione dello sforzo.

### Esami ematici

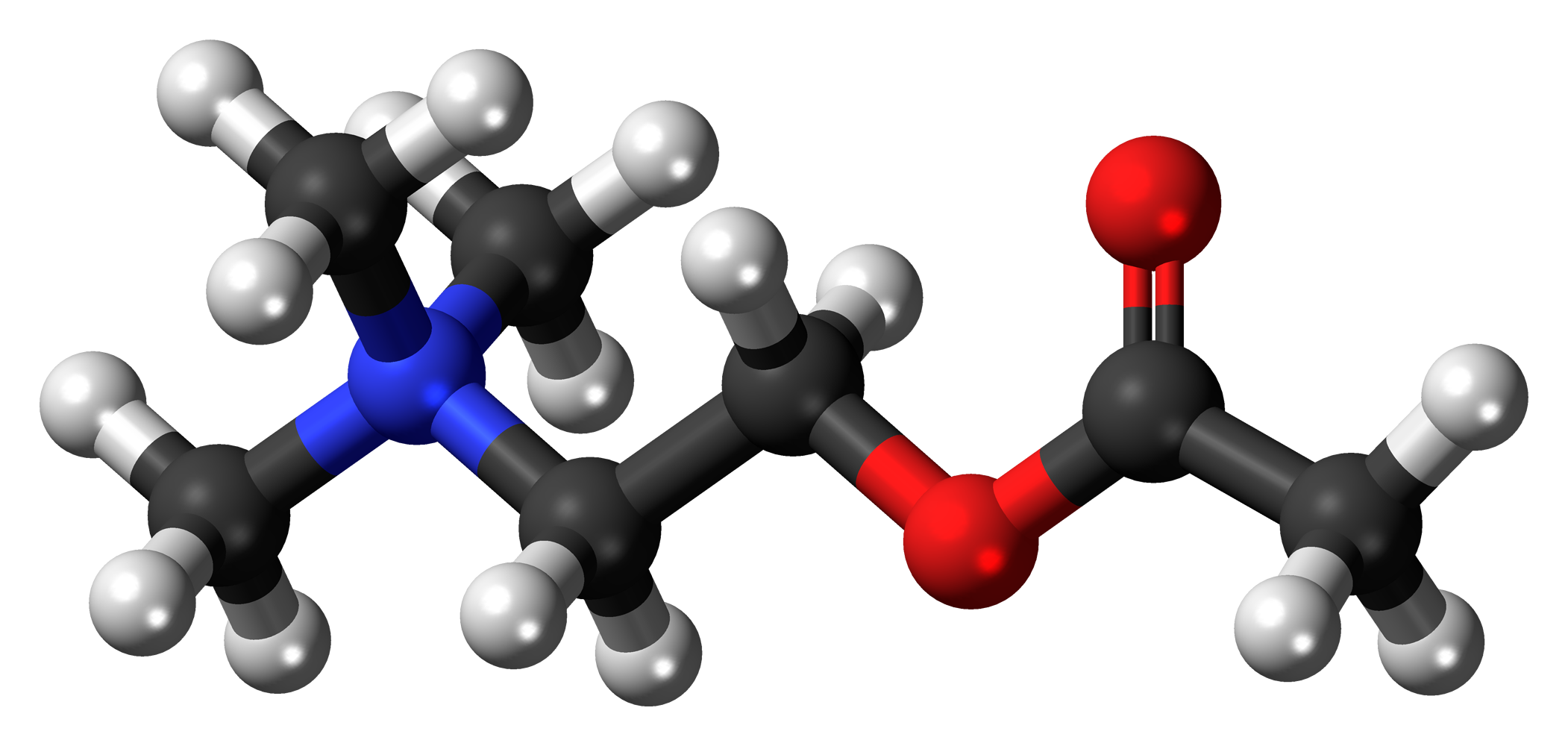
Rappresentazione grafica di una molecola di acetilcolina.

Se si sospetta la miastenia un esame del sangue viene effettuato per identificare gli anticorpi diretti contro il recettore nicotinico dell'acetilcolina (AChR). Il test ha una sensibilità dell'80-96% nella miastenia generalizzata, ma nella miastenia limitata ai muscoli oculari (miastenia oculare) il test può essere negativo fino nel 50% dei casi.
In circa il 50% dei pazienti con miastenia generalizzata negativa per la presenza di anticorpi anti-AchR sono presenti anticorpi diretti contro il recettore chinasico muscolo-specifico, MuSK. Spesso altri test sono fatti per la sindrome miasteniforme di Lambert-Eaton, nella quale sono spesso trovati altri anticorpi (diretti contro i canali del calcio).
Anche i marcatori non specifici ma che indicano coinvolgimento muscolare, come CPK e LDH, spesso sono positivi, come gli esami degli autoanticorpi.

### Test di stimolazione ripetitiva
Il test di stimolazione nervosa ripetitiva (SNR) è un test elettroneurofisiologico che è il più utilizzato per la diagnosi fisiologica. Consiste nella stimolazione ripetitiva a bassa frequenza di un nervo motore, registrando il potenziale d’azione muscolare composto (CMAP) del muscolo corrispondente.

### Elettromiografia singola fibra
Il test chiamato elettromiografia a singola fibra (SF-EMG) valuta la variazione di intervallo di tempo (jitter) tra due scariche elettriche muscolari consecutive: è il tempo indispensabile per raggiungere nuovamente la soglia necessaria a generare un altro potenziale d'azione. Nelle Unità Motorie integre questo intervallo di tempo è costante; se il jitter è aumentato, allora c'è un problema alla giunzione neuromuscolare. Viene eseguito se il SNR è dubbio o negativo.

### Test all'edrofonio cloruro
Il test all'edrofonio cloruro viene a volte effettuato per identificare la miastenia. Questo test richiede la somministrazione endovenosa di edrofonio cloruro (Tensilon), un anticolinesterasico, un farmaco cioè che rallenta l'idrolisi dell'acetilcolina da parte dell'enzima colinesterasi e che aumenta temporaneamente i livelli di acetilcolina nella giunzione neuromuscolare. Nei pazienti con miastenia gravis nei quali sono coinvolti i muscoli oculari l'edrofonio cloruro migliora rapidamente ma brevemente la debolezza muscolare.

### Diagnosi differenziale
La diagnosi differenziale è principalmente con distrofia muscolare, miopatie, neuropatia, patologie neurodegenerative (es. malattia del motoneurone), patologie della tiroide, altre malattie autoimmuni con sintomatologia di astenia muscolare (es. sclerosi multipla), ma avendo la miastenia dei precisi marcatori, è abbastanza semplice distinguerla.

### Esami radiologici

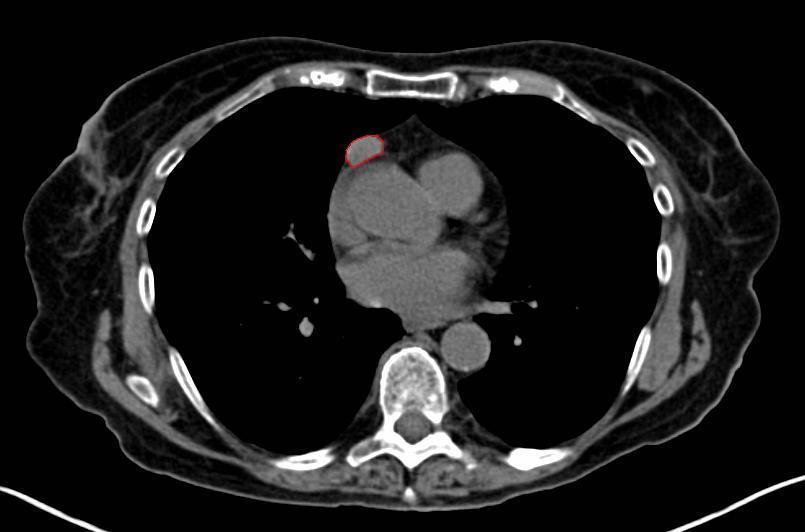
Una immagine assiale del torace realizzata tramite tomografia computerizzata che mostra la presenza di un timoma (contornato in rosso).

Una radiografia del torace viene frequentemente eseguita; essa può indirizzare verso diagnosi alternative (ad esempio la sindrome di Lambert-Eaton, associata spesso ad un carcinoma polmonare a piccole cellule), e può anche identificare alterazioni del mediastino dovute alla presenza di un timoma. L'esame radiologico del torace con o senza mezzo di contrasto (nel caso già si sospetti la patologia è opportuno utilizzarne uno non istolesivo perché può venire accidentalmente aspirato) può evidenziare un megaesofago. Una tomografia computerizzata del torace (con mezzo di contrasto), o una risonanza magnetica sono gli esami più indicati per identificare i timomi.

## Fisiopatologia e comorbilità
La miastenia gravis è una malattia autoimmunitaria nella quale vengono prodotti anticorpi diretti contro proteine (antigeni) del proprio corpo. Mentre in varie malattie simili è stato fatto il collegamento tra il disturbo e una reazione crociata con un agente infettivo, non esiste un patogeno conosciuto per la miastenia. Più del 25% dei pazienti hanno un timoma, un tumore (sia benigno che maligno, nella maggioranza benigno) del timo, o un ingrossamento della ghiandola.
Ci sono varie teorie che spiegano perché il timoma può predisporre alla miastenia gravis. Si pensa che nel timo avvenga la perdita della tolleranza immunitaria nei confronti del recettore colinergico. Il processo patologico spesso migliora dopo la resezione del tumore.
Nella miastenia gravis gli autoanticorpi sono diretti contro i recettori colinergici, che sono i recettori della giunzione neuromuscolare per il neurotrasmettitore acetilcolina che stimola la contrazione muscolare. Alcuni tipi di anticorpi limitano la capacità dell'acetilcolina di legarsi ai recettori, altri portano alla distruzione dei recettori, attivando la fissazione del complemento. Diminuendo il numero dei recettori funzionanti diminuisce quindi la contrazione muscolare.
La miastenia si può anche associare alla presenza della sindrome dell'uomo rigido, oppure, più comunemente, a quella della sindrome di Isaac, due rare neuropatie.

## Terapia

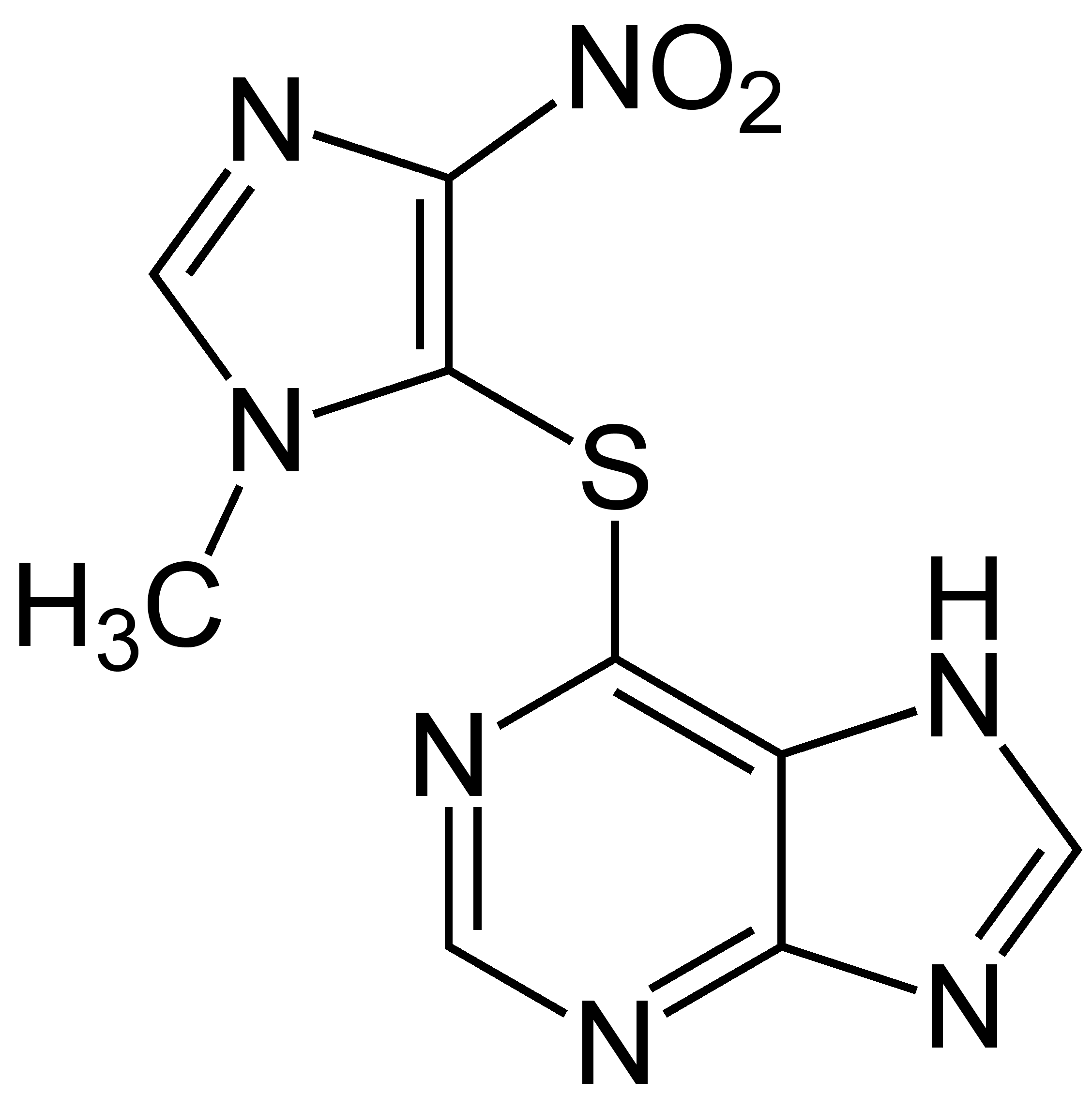
Struttura molecolare della azatioprina.

La miastenia è trattata con farmaci immunosoppressori e con farmaci anticolinesterasici.
Esiste una terapia sintomatica della miastenia gravis, che consiste nella somministrazione di farmaci anticolinesterasici che migliorano la conduzione dello stimolo a livello della giunzione neuromuscolare: si utilizza quasi unicamente il bromuro di piridostigmina (Mestinon). Esiste poi una terapia causale che mira a limitare l'azione del sistema immunitario, si usano quindi corticosteroidi (soprattutto prednisone, Deltacortene, per via orale), e farmaci immunosoppressori come l'azatioprina. Nelle fasi acute si possono utilizzare sedute di plasmaferesi e gamma-globuline per via endovenosa.
La terapia chirurgica, che deve essere effettuata in pazienti selezionati e clinicamente stabili, consiste nell'asportazione del timo e del tessuto peritimico (timectomia) e di un eventuale timoma (tumore del timo) presente in esso. In passato, l'approccio chirurgico era una sternotomia longitudinale mediana. Durante gli ultimi 20 anni, lo sviluppo della video-chirurgia ha fatto sì che la sternotomia sia riservata solo a grossi tumori e che la timectomia per miastenia gravis venga routinariamente eseguita in toracoscopia, con tre piccole incisioni laterali sul torace. Quest'ultimo approccio mini-invasivo (videotoracoscopico o con chirurgia robotica) ha inoltre dimostrato dare gli stessi risultati neurologici in termini di remissione parziale e completa (riduzione o sospensione dell'assunzione di farmaci) di malattia (miastenia gravis).

## Prognosi
La maggior parte dei pazienti, se ben trattati, raggiunge una qualità di vita quasi normale senza problemi significativi. Molti casi di miastenia vanno in remissione, esistono due tipi di remissione:
1. remissione farmacologica: i sintomi della malattia scompaiono ma il paziente deve continuare ad assumere farmaci.
2. remissione completa: i sintomi scompaiono e il paziente può sospendere i farmaci.

Senza terapia la debolezza può diventare permanente come nelle miopatie, fino a forme di atrofia muscolare (anche da disuso), ma attualmente sono casi molto rari tranne che in alcuni isolati pazienti, e più frequenti tra coloro che presentano gli anticorpi anti-MUSK.